# C2C (студия)
C2C Co., Ltd. (яп. 株式会社C2C) — японская аниме-студия. Основана 3 апреля 2006 года. Название представляет собой аббревиатуру английского словосочетания Challenge to challenge.

## Работы

### Телевизионные сериалы
- Yurumates 3D[англ.] (2012)
- Go! Go! 575[англ.] (2014, совместно с Lay-duce)[3]
- Oneechan ga Kita[англ.] (2014)[3]
- M3 the dark metal[англ.] (2014, совместное со студией Satelight)
- Aquarion Logos[англ.] (2015, совместное со студией Satelight)
- Shuumatsu Nani Shitemasuka? Isogashii Desuka? Sukutte Moratte Ii Desuka? (2017, совместно с Satelight)
- Harukana Receive (2018)
- Hitori Bocchi no Marumaru Seikatsu (2019)
- Wandering Witch: The Journey of Elaina (2020)
- Tsukimichi: Moonlit Fantasy (2021)
- PuraOre! Pride of the Orange[англ.] (2021)
- Tenseishitara Ken Deshita (2022)
- Otaku Elf[англ.] (2022)
- Handyman Saitou in Another world[англ.] (2023)
- Shangri-La Frontier: Kusoge Hunter, Kamige ni Idoman to su[англ.] (2023)

### OVA/ONA
- Go! Go! 575[англ.] (2014, совместно с Lay-duce)
- Oneechan ga Kita[англ.] (2015)
- Tenchi Muyo! Ryo-Ohki 4[англ.] (2016–2017, совместно с Anime International Company)